# Zephlebia tuberculata
Zephlebia tuberculata är en dagsländeart som beskrevs av Towns och Peters 1996. Zephlebia tuberculata ingår i släktet Zephlebia och familjen starrdagsländor. Inga underarter finns listade i Catalogue of Life.